# 巴比松派

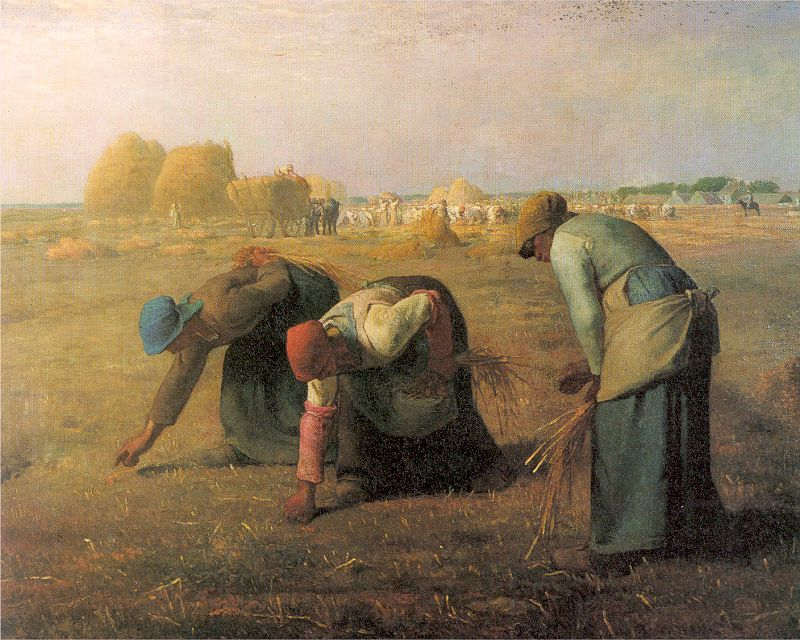
拾穗（讓-弗朗索瓦·米勒，1857年）

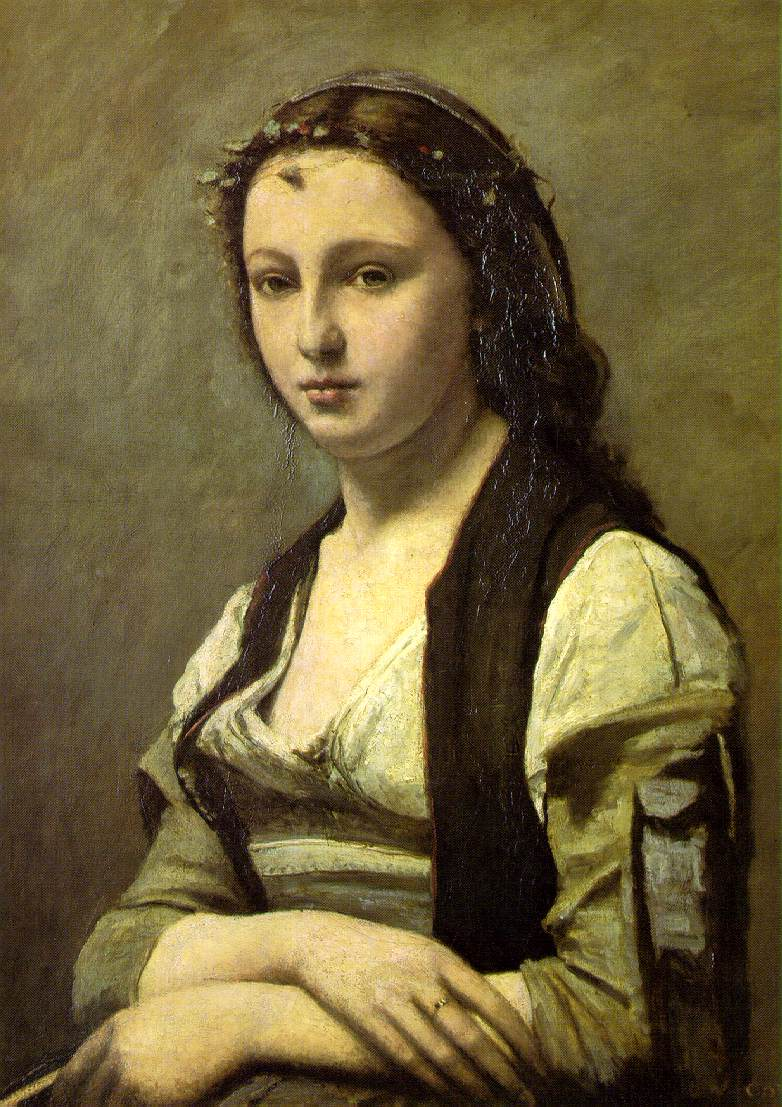
珍珠少女（讓-巴蒂斯·卡米耶·柯洛，1868年）

巴比松派（法語：École de Barbizon）是1830年到1840年在法國興起的鄉村風景畫派。因该畫派的主要畫家都住在巴黎南郊約50公里的楓丹白露森林附近的巴比松村，故1840年後這些畫家被合稱為「巴比松派」。
巴比松派的主要畫家是強調科學風景畫法的泰奧多爾·盧梭、讓-巴蒂斯·卡米耶·柯洛、讓-弗朗索瓦·米勒和夏尔-弗朗索瓦·多比尼：其中盧梭和米勒一生都在巴比松村終老。其他比較後期的有朱尔·迪普雷、康斯坦·特鲁瓦永、夏尔-埃米尔·雅克、纳尔西斯·比尔希略·迪亚斯等重要成員。
巴比松派是法國浪漫主義畫派轉向寫實與現代主義的一個起點。過去法國藝術界對風景畫的評價都很低，認為畫風景畫的畫家是比較不引人注目，也不值得注意的，但巴比松派的作品使世人被鄉村中的優雅感動，同時也因當時巴黎和歐洲都飽受戰亂，人心思慕隱居生活，所以巴比松派成功地為風景畫打下了良好的基礎，也为印象派自1860年起的发展铺平了道路。

## 巴比松七星
巴比松七星是與巴比松派最常联系在一起的名詞，意指（不僅七位）重要的畫家：米勒、柯洛、盧梭、雅克、迪亞、特鲁瓦永、迪普雷、多比尼。此名詞是否是由西方藝術界為了宣傳巴比松派而發展出來的，目前尚無資料证实，然而2004年的上海藝術博覽會與台灣高雄市立美術館的藝術展覽中，都使用了這個名詞。
另有一說是巴比松畫派的畫家繁多，故將畫得較為傑出的幾人合在一起稱巴比松七星。

## 歷史
1824年，巴黎沙龍展出了英國畫家約翰·康斯特勃的作品。他所描繪的鄉村景色影響了一些當時的年輕藝術家，使他們放棄了形式主義，直接從大自然中汲取靈感。自然風景成為其繪畫主題，而不只是戲劇性事件的背景。在1848年革命期間，藝術家們聚集在巴比松，遵循康斯特勃的思想，將自然作為他們繪畫的主題，法國風景遂成為這些巴比松畫家的主要主題。
米勒將這一理念從風景延伸到人物，包括農民形象、農民生活場景和田間勞動。例如，米勒在1857年的《拾穗》中描繪了三名在收成時勞動的農婦。拾穗者家境貧困，他們被允許在田地的主人完成主要收成後撿拾遺留穗粒。畫中的業主（被描繪成富人）及其雇用的勞動者出現在畫的後方。米勒將焦點和主題從富人和顯貴轉移到社會底層的人。

## 對美國的影響
巴比松畫家對美國的風景畫也產生了深遠的影響，包括威廉·莫里斯·亨特對美國巴比松畫派的發展。幾位哈德遜河畫派的藝術家，或與哈德遜河畫派同時期的藝術家也曾研究過巴比松派畫作的隨性筆觸及強烈的情緒沖擊力。一個明顯的例子是喬治·英尼斯（George Inness），他試圖模仿盧梭的作品。巴比松畫派的畫作也影響了加利福尼亞的風景畫。藝術家珀西·格雷（Percy Gray）仔細研究了他在巡迴展覽中所見的盧梭和其他畫家的作品，為他繪畫加利福尼亞山丘和海岸線提供了參考。巴比松畫家的影響還可以從珀西瓦爾·羅素（Percival Rosseau）的獵犬畫中看到，他在路易斯安那州長大，就讀於朱利安學院。

## 圖庫

尚-巴蒂斯·卡密爾·柯洛，《楓丹白露森林景色》（View of the Forest of Fontainebleau），1830
朱爾·迪普雷，《老橡樹》（The Old Oak），1870，美國國家美術館
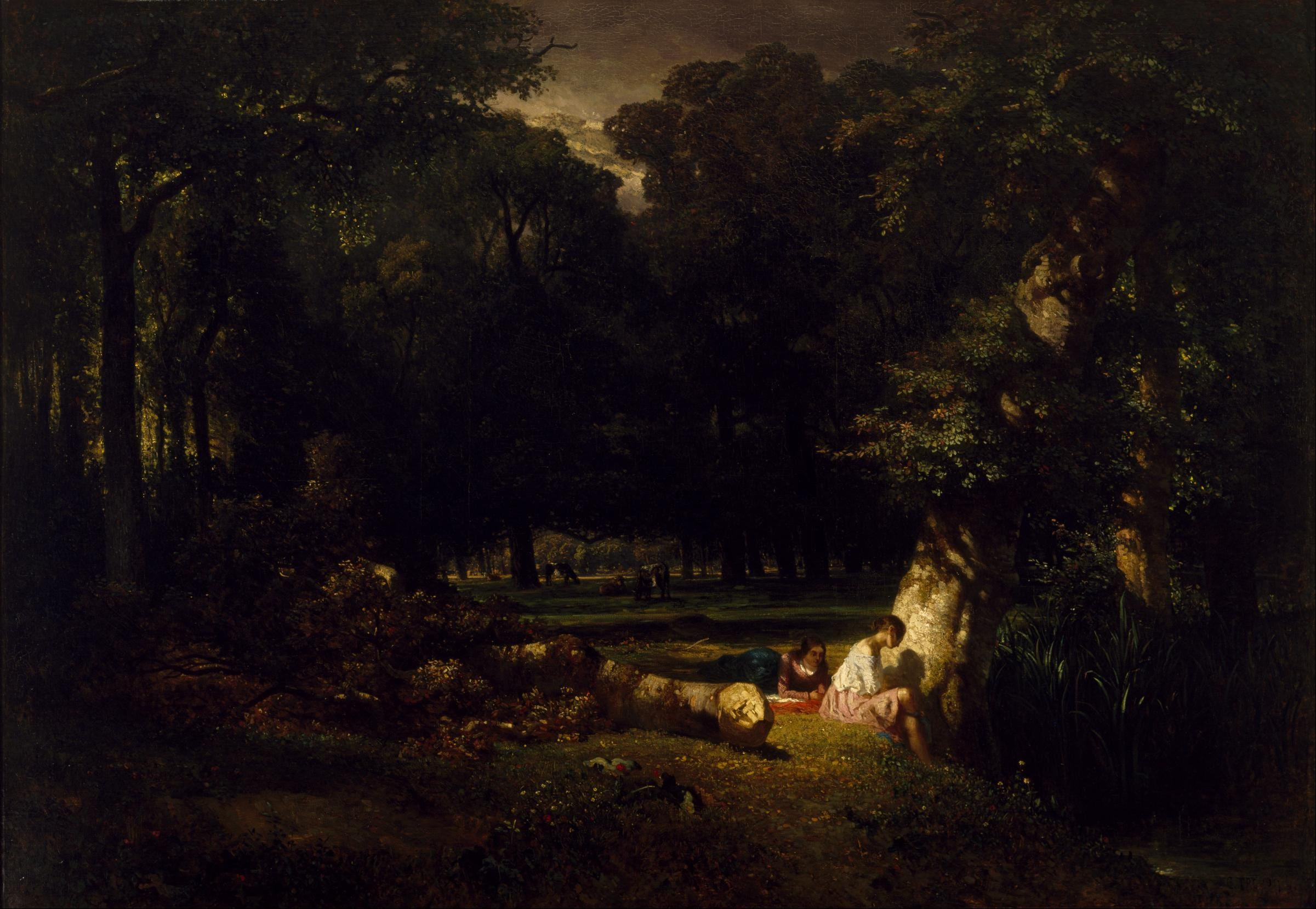
康斯坦·特魯瓦永，《森林中的一片空地：游泳者》（A Clearing in the Forest: The Bathers）, 1842
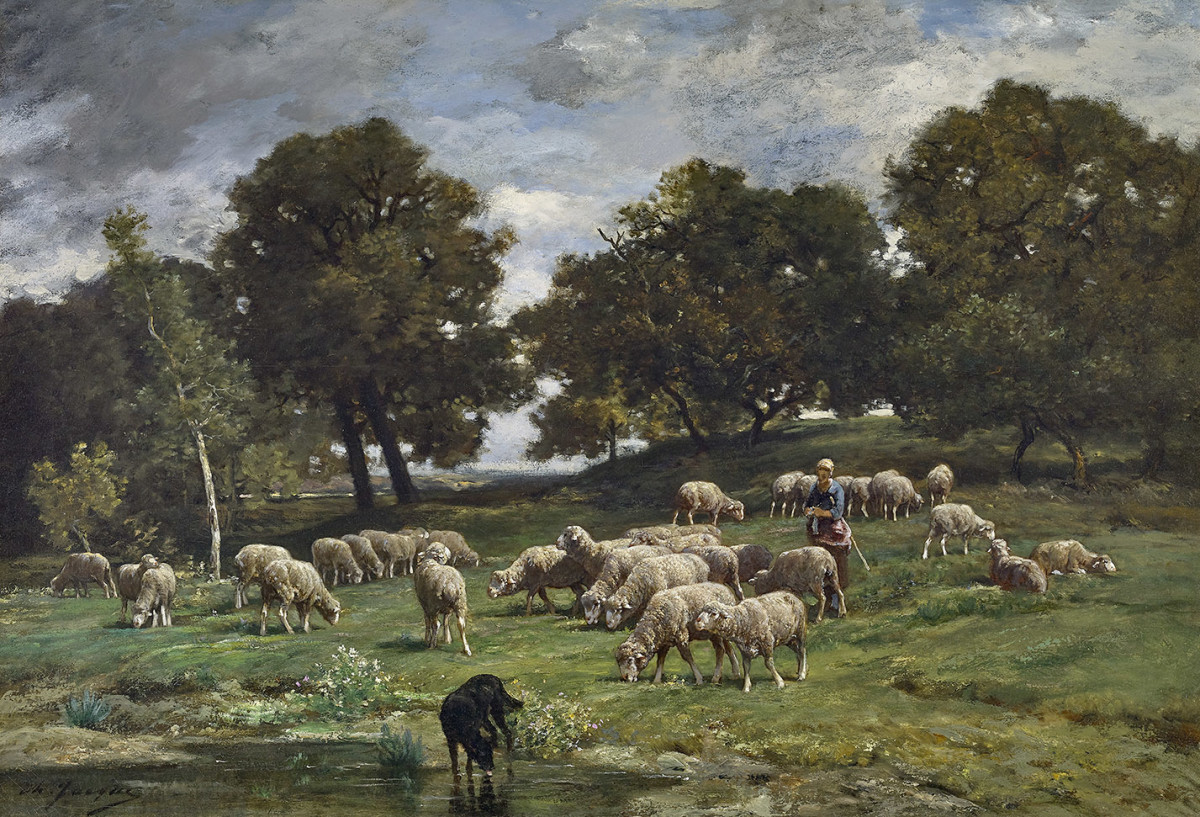
夏爾-埃米爾·雅克，《牧羊女與羊群》（Shepherdess and Her Flock），1878
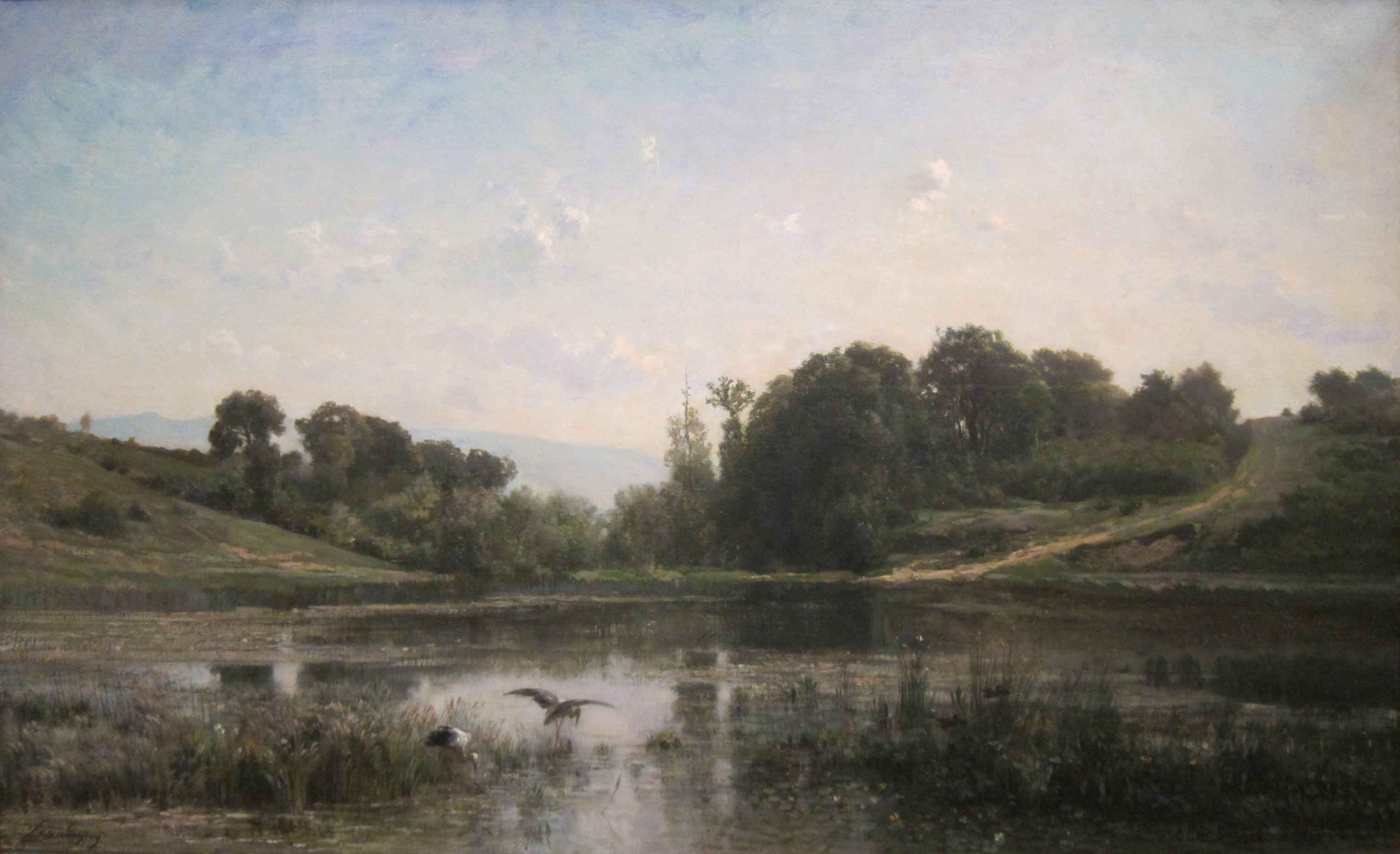
夏爾-弗朗索瓦·多比尼，《Gylieu的池塘》（The Pond at Gylieu），1853年
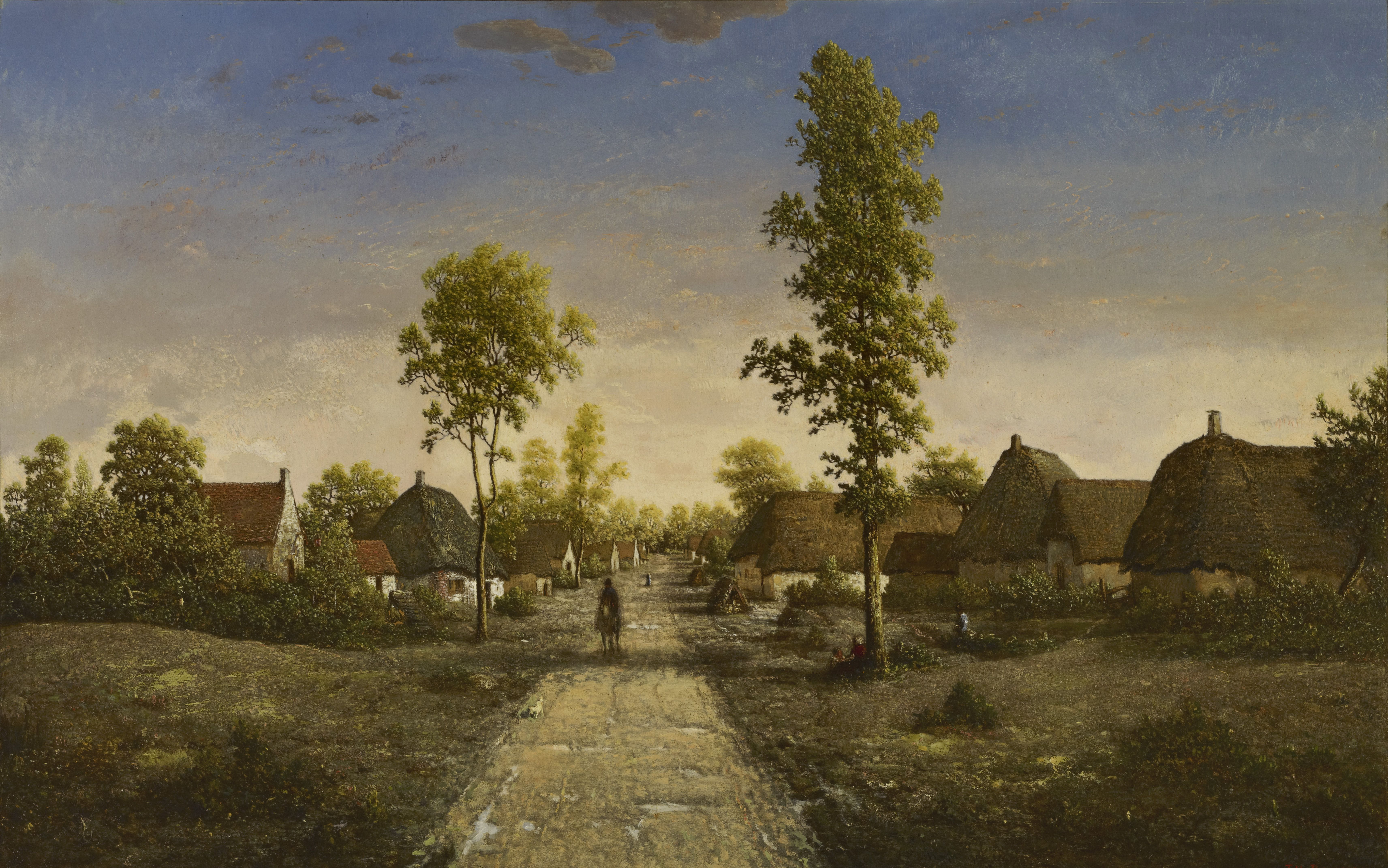
泰奧多爾·盧梭，《索姆省貝基尼》，約1857年
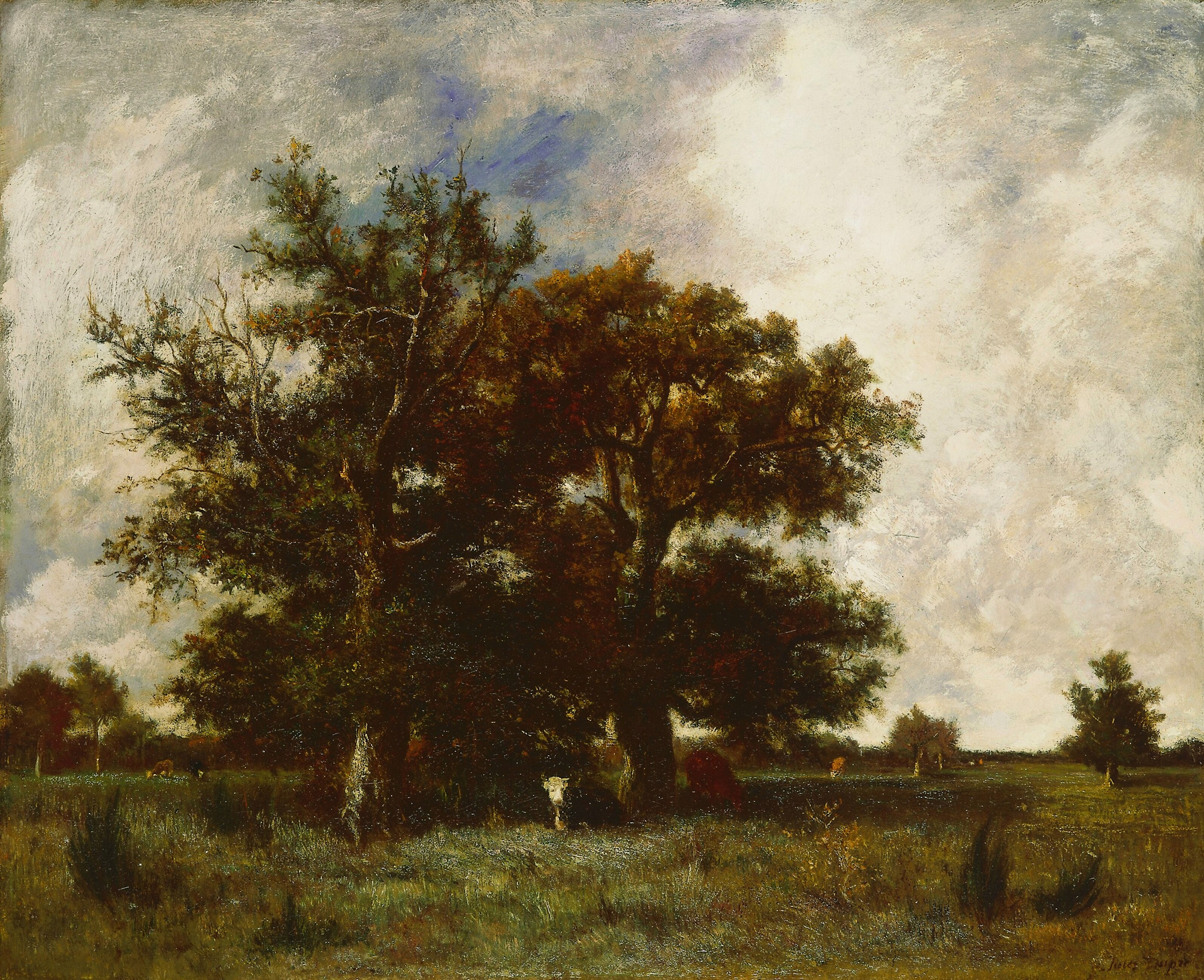
朱爾·迪普雷，《楓丹白露橡樹》，約1840年

## 外部連結
- 藝術百科全書上的介紹 （页面存档备份，存于）
- wwar.com上的介紹 （页面存档备份，存于）